# Kreschenie Ogneom
Albums de Aria
Химера Армагеддон
Kreschenie Ogneom (en russe : Крещение огнём signifiant « Christianisation par le Feu ») est le neuvième album du groupe russe Aria sorti en 2003. Les paroles sont, comme dans l'album précédent, rédigées par Pushkina et Elin. C'est le premier album où A. Birkut remplace V. Kipelov au chant.

## Liste des chansons
| N° | Titre                      | Translittération           | Traduction                        | Parolier      | Durée |
| -- | -------------------------- | -------------------------- | --------------------------------- | ------------- | ----- |
| 1  | Патриот                    | Patriot                    | Patriote                          | Pushkina      | 4:19  |
| 2  | Крещение Огнём             | Kreschenie Ogneom          | Christianisation par le Feu       | Pushkina      | 6:06  |
| 3  | Колизей                    | Kolizey                    | Colisée                           | Elin          | 6:29  |
| 4  | Палач                      | Palach                     | Bourreau                          | Pushkina      | 8:38  |
| 5  | Твой Новый Мир             | Tvoy Novyy Mir             | Ton Nouveau Monde                 | Pushkina      | 4:04  |
| 6  | Там Высоко                 | Tam Vysoko                 | Là-Haut                           | Pushkina      | 5:37  |
| 7  | Белый Флаг                 | Belyy Flag                 | Drapeau Blanc                     | Elin          | 4:40  |
| 8  | Битва                      | Bitva                      | La Bataille                       | Pushkina      | 5:01  |
| 9  | Бал У Князя Тьмы           | Bal U Knyazya T'my         | Bal Chez le Seigneur des Ténèbres | Pushkina      | 5:58  |
| 10 | Бонус: видеоклип "Колизей" | Bonus: videoklip "Kolizey" | Bonus: Le clip "Colisée"          | Fichier .mpeg |       |

## Sur les Paroles
- Christianisation par le Feu fait référence à la résistance païenne à adopter le christianisme
- Colisée fait référence au film de Ridley Scott Gladiator
- Bourreau raconte l'histoire de l'exécuteur de Jesus Christ, et sa lutte intérieur
- La Bataille raconte une histoire de science-fiction où les aliens envahissent la terre
- Bal Chez le Seigneur des Ténèbres est tiré du roman de Mikhaïl Boulgakov Le Maître et Marguerite

## Membres du groupe en 2003
- Artur Birkut - Chant
- Vladimir Kholstinin - Guitare
- Sergey Popov - Guitare
- Vitaly Dubinin - Basse
- Maksim Udalov - Batterie